# Schizomavella halimedae
Schizomavella halimedae is een mosdiertjessoort uit de familie van de Bitectiporidae. De wetenschappelijke naam van de soort is voor het eerst geldig gepubliceerd in 1955 door Gautier.